# Курганы (Костромская область)
Курганы — деревня в составе Троицкого сельского поселения Шарьинского района Костромской области России.

## История
Согласно Спискам населенных мест Российской империи в 1872 году деревня относилась ко 2 стану Ветлужского уезда Костромской губернии. В ней числилось 6 дворов, проживало 30 мужчин и 40 женщин.
Согласно переписи населения 1897 года в деревне проживало 96 человек (42 мужчины и 54 женщины).
Согласно Списку населенных мест Костромской губернии в 1907 году деревня Курган относилась к Гагаринской волости Ветлужского уезда Костромской губернии. По сведениям волостного правления за 1907 год в деревне числилось 18 крестьянских дворов и 103 жителя. В деревне имелась кузница, ветреная мельница. Основным занятием жителей деревни был лесной промысел.

## Население
| 2008 | 2010 | 2014 |
| ---- | ---- | ---- |
| 4    | ↘3   | ↗5   |